# Акведук Середньої Фрісландії
Акведук Середньої Фрісландії — акведук у каналі Принцеси Марґріт біля Гроу в нідерландській провінції Фрісландія. Акведук був офіційно відкритий для руху по трасі A32 між Херенвеном і Леуварденом 10 березня 1993 року міністром транспорту, громадських робіт і водного господарства Май-Веггеном.
З появою цього акведука на новій автомагістралі міст через канал принцеси Маргріт на старій автомагістралі A32, розташованої між акведуком і залізничним мостом, був знесений. Тоді на фундаменті старого мосту збудували новий залізничний міст.

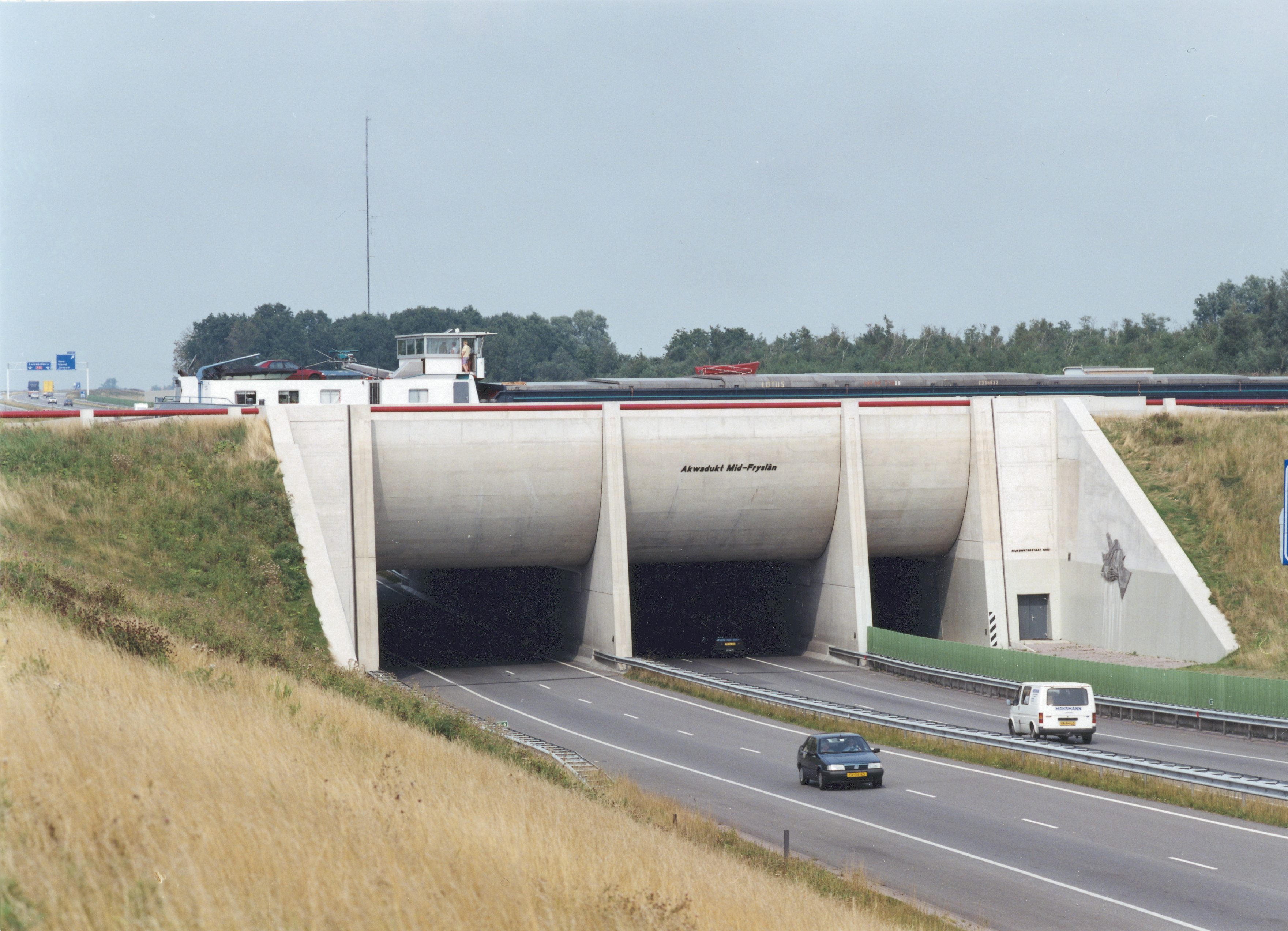
Аквадукт Середньої Фрісландії